# John Edward Osborn
John Edward Osborn (Onamia, 12 de julho de 1936 — Maryland, 30 de maio de 2011) foi um matemático estadunidense.
Obteve os graus de B.S. em 1958, M.S. em 1963 e Ph.D. em 1965, todos na Universidade de Minnesota. Seu orientador de doutorado foi Hans Weinberger. Osborn contribuiu com trabalhos fundamentais em matemática computacional, especialmente para a teoria da solução numérica de equações diferenciais parciais, aproximação de autovalores e o método dos elementos finitos. Foi coautor de diversos livros texto sobre equações diferenciais e computação numérica, direcionados à introdução da computação em cursos de segundo ano sobre equações diferenciais.
Osborn foi professor da Universidade de Maryland durante toda sua carreira, de 1965 até aposentar-se em 2008. Em 1975 tornou-se full professor.
Foi um colaborador frequente de Ivo Babuška.
John Edward Osborn orientou quatro alunos de doutorado.

## Publicações selecionadas
- Osborn, J.; Robinson, A.; Hsiao, C. C. (1960), «Effect of orientation on strength of model solid», J. of Appl. Physics, 31 (9): 1602–1604
- Babuska, Ivo; Osborn, John E. (1991), «Eigenvalue Problems», Handbook of Numerical Analysis, II: 641–784
- Coombes, K.; Hunt, B.; Lipsman, R.; Osborn, John E.; Stuck, G. (2000), Differential equations with MATLAB, John Wiley & Sons, Inc.
- Babuska, Ivo; Banerjee, Uday; Osborn, John E. (2003), «Survey of meshless and generalized finite element methods», Acta Numerica, 12: 1–125, doi:10.1017/S0962492902000090[ligação inativa]
- Babuska, Ivo; Banerjee, Uday; Osborn, John E. (2004), «Generalized Finite Element Method – Main Ideas, Results, and Perspective», International Journal of Computational Methods, 1 (1): 67–103
- Bourne, David; Elman, Howard; Osborn, John E. (2009), «A non-self-adjoint quadratic eigenvalue problem describing a fluid-solid interaction. {II}. {A}nalysis of convergence», Commun. Pure Appl. Anal., 8 (1): 143–160, doi:10.3934/cpaa.2009.8.143